# Accidente ferroviario de Gualliguaica de 1971
El accidente ferroviario de Gualliguaica ocurrió al mediodía del 11 de marzo de 1971 cerca de Vicuña, en la Provincia de Elqui en Chile, cuando un tren que llevaba 350 pasajeros, la mayoría niños, se descarriló por un barranco de 12 metros de altura matando a trece personas. El sitio del accidente, cerca del antiguo poblado de Gualliguaica, actualmente está inundado por el embalse Puclaro, creado en 1999.

## Accidente
El tren transportaba escolares que iban desde La Serena a Vicuña a visitar el Museo Gabriela Mistral. El viaje hacia Vicuña transcurrió sin incidentes. Luego del almuerzo la locomotora fue puesta en la tornamesa de la estación para iniciar el viaje de vuelta mientras los niños subían los cinco vagones del tren. La tripulación del tren estaba en la oficina del jefe de estación, afinando detalles del viaje de regreso cuando el tren comenzó a moverse. Los pasajeros del tren pensaron que nada raro estaba ocurriendo aunque no había persona alguna manejando la locomotora. Cuando el personal notó lo que estaba ocurriendo trataron infructuosamente de abordar el tren en movimiento, pero al haber una ligera pendiente éste siguió acelerando. El tren alcanzó una velocidad de hasta 120 kilómetros por hora.
Casi 12 kilómetros más abajo, en la cuesta de Gualliguaica, la línea hace una curva cerrada cerca del río Elqui. En este punto el tren se descarriló, cayendo por el barranco.

## Causas
La investigación sobre el accidente constató que idealmente todas las estaciones debían construirse de tal manera que no existiera un gradiente en sus líneas, pero el terreno montañoso de la zona hizo que esto fuera imposible en el caso de Vicuña. Asimismo, indicó que los frenos del tren eran de diseño Westinghouse, por lo que debían ser a prueba de fallos aun cuando la locomotora hubiera estado en ralentí en aquel momento y una falla en el sistema pudo haber pasado desapercibida. El informe también destacó que, contra las regulaciones, se había convertido en práctica habitual no mantener los frenos aplicados cuando los trenes esperaran durante largos períodos en la estación.
Los informes de prensa en el momento afirmaron que un niño de seis años se había metido en la cabina de la locomotora y accidentalmente liberó los frenos.